# Maxim De Cuyper
Maxim De Cuyper (ur. 22 grudnia 2000 w Knokke-Heist) – belgijski piłkarz, występujący na pozycji obrońcy w angielskim klubie Brighton & Hove Albion oraz w reprezentacji Belgii. Wychowanek Club Brugge.  